# Giải Sao Thổ cho kịch bản xuất sắc nhất
Giải Sao Thổ cho kịch bản hay nhất là một trong các giải Sao Thổ dành cho kịch bản của một phim thuộc loại kinh dị, tưởng tượng hoặc khoa học viễn tưởng, được bầu chọn là xuất sắc nhất. Giải này được lập từ năm 1974.

## Các người và phim đoạt giải
| Năm     | Người viết                                   | Phim                                          |
| ------- | -------------------------------------------- | --------------------------------------------- |
| 1974/75 | Ib Melchior/Harlan Ellison                   | (Người đoạt giải sự nghiệp)                   |
| 1976    | Jimmy Sangster                               | (Người đoạt giải sự nghiệp)                   |
| 1977    | George Lucas                                 | Star Wars                                     |
| 1978    | Elaine May & Warren Beatty                   | Heaven Can Wait                               |
| 1979    | Nicholas Meyer                               | Time After Time                               |
| 1980    | William Peter Blatty                         | Twinkle Twinkle Killer Kane                   |
| 1981    | Lawrence Kasdan                              | Raiders of the Lost Ark                       |
| 1982    | Melissa Matheson                             | E.T. the Extra-Terrestrial                    |
| 1983    | Ray Bradbury                                 | Something Wicked this Way Comes               |
| 1984    | James Cameron & Gale Anne Hurd               | The Terminator                                |
| 1985    | Tom Holland                                  | Fright Night                                  |
| 1986    | James Cameron                                | Aliens                                        |
| 1987    | Michael Miner & Edward Neumier               | RoboCop                                       |
| 1988    | Gary Ross & Anne Spielberg                   | Big                                           |
| 1989/90 | William Peter Blatty                         | The Exorcist III                              |
| 1991    | Ted Tally                                    | The Silence of the Lambs                      |
| 1992    | James V. Hart                                | Bram Stoker's Dracula                         |
| 1993    | Michael Crichton & David Koepp               | Jurassic Park                                 |
| 1994    | Jim Harrison & Wesley Strick                 | Wolf                                          |
| 1995    | Andrew Kevin Walker                          | Se7en                                         |
| 1996    | Kevin Williamson                             | Scream                                        |
| 1997    | Mike Werb & Michael Colleary                 | Face/Off                                      |
| 1998    | Andrew Niccol                                | The Truman Show                               |
| 1999    | Charlie Kaufman                              | Being John Malkovich                          |
| 2000    | David Hayter                                 | X-Men                                         |
| 2001    | Steven Spielberg                             | A.I.                                          |
| 2002    | Scott Frank & Jon Cohen                      | Minority Report                               |
| 2003    | Fran Walsh, Philippa Boyens, & Peter Jackson | The Lord of the Rings: The Return of the King |
| 2004    | Alvin Sargent                                | Spider-Man 2                                  |
| 2005    | Christopher Nolan & David S. Goyer           | Batman Begins                                 |
| 2006    | Michael Dougherty & Dan Harris               | Superman Returns                              |
| 2007    | Brad Bird                                    | Ratatouille                                   |